# Vineuil (Indre)
Vineuil é uma comuna francesa na região administrativa do Centro, no departamento Indre. Estende-se por uma área de 43,58 km². Em 2010 a comuna tinha 1 251 habitantes (densidade: 28,7 hab./km²).